# Włodzimierz Pinczak
Włodzimierz Pinczak (ur. 29 maja 1961 w Poznaniu) – polski samorządowiec, burmistrz Stęszewa.

## Życiorys
Ukończył Zespół Szkół Rolniczych w Grzybnie, a następnie kierunek ogólnorolny na Akademii Rolniczej w Poznaniu.
Od 1990 roku jest członkiem Polskiego Stronnictwa Ludowego, z listy którego startował we wszystkich przyszłych wyborach. W 1991 został prezesem miejsko-gminnego koła PSL.
W 1994 roku wystartował w wyborach samorządowych i został wybrany do rady gminy. W tym samym roku rada gminy wybrała Włodzimierza Pinczaka na burmistrza Stęszewa. W 1998 roku został ponownie wybrany przez radę na stanowisko burmistrza. W 2002 roku nastąpiła zmiana w ordynacji wyborczej i burmistrzowie zaczęli być wybierani w wyborach powszechnych. W wyborach samorządowych 2002 został wybrany w pierwszej turze, uzyskując 86,56% głosów. W wyborach samorządowych 2006, nie mając kontrkandydata, uzyskał w pierwszej turze 81,03% głosów. W wyborach samorządowych 2010 także wygrał w pierwszej turze, otrzymując 62,42% głosów. W wyborach samorządowych 2014 ponownie został wybrany w pierwszej turze. W wyborach samorządowych 2018 zdobył 73,79% głosów, podczas gdy jego kontrkandydat Leszek Książkiewicz startujący z listy Prawa i Sprawiedliwości uzyskał 26,21% głosów.
W 2012 roku wygrał organizowany przez Głos Wielkopolski plebiscyt na „najlepszego wójta/burmistrza powiatu poznańskiego”.
W 2024 został odznaczony Złotym Krzyżem Zasługi.

## Życie prywatne
Mieszka w Zamysłowie, gdzie prowadzi rodzinne gospodarstwo rolne.